# Kisszék
Kisszék románul: Săcălaia, falu Romániában, Erdélyben, Kolozs megyében

## Fekvése
Széktől északra, Szék, Vasasszentegyed és Boncnyíres közt fekvő település.

## Nevének eredete
Kisszék Szék sóbányájához tartozott, ettől vette nevét, áj, alj = pedig annyit jelent, mint völgy és így Székaljvölgye lehetne a neve.

## Története
Kisszék, Szék nevét 1379-ben említette először oklevél Zekulay néven, ekkor azonban birtokosait nem említették, az oklevélből csak annyi derült ki, hogy románok lakta falu, akiket Wass István 300 birka lopásáért törvénybe idézett.
Későbbi névváltozatai: 1513-ban Zekelay, 1551-ben Székelyaly, 1607-ben Szekeli Ayl, 
Szekeli Ay, 1630-ban Zekay, Zeékay (Kádár IV. 378), 1733-ban Szekalae, 1750-ben Szeko, 1760–1762 között Szekulai, 
1808-ban Szekulaj ~ Székallya, (r) Székolaj, 1861-ben Székuláj, 1888-ban Szekuláj (Szekelája), 1913-ban Kisszék.
1513-ban Szekuláj Szék város birtoka. Birtokosai ekkor Kendi Gál főispán és Petky Ferenc volt megnevezve, majd 1527-ben János király Podvinyai Pál deáknak adományozta a birtokot, mely a széki kamarához tartozott.
1535-ben János király Kendy Ferencet, Mihályt és Antalt itteni birtokrészükben megerősítette.
1578-ban ugyancsak Szék város birtokának írták.
1597-ben Báthory Zsigmond e román lakosságú falut, mely eddig a széki kamarához tartozott, Bodonyi Istvánnak adományozta.
1658 után Bánffy Dénes kapta, majd a kincstárra szállt, később Csáky László kapta adományba, kitől Daczó György váltotta magához.
1682-ben Bornemisza Katalin és fia Bánffy György Daczó Györgytől e birtokot magukhoz váltották. 1692-ben birtokosa Bánffy György és az övé volt még 1694-ben és 1702-ben is.
A trianoni békeszerződés előtt Szolnok-Doboka vármegye Szamosújvári járásához tartozott.
1910-ben 533 lakosából 3 magyarnak, 14 németnek, 507 románnak vallotta magát. Ebből 515 görögkatolikus, 15 izraelita volt.

## Források

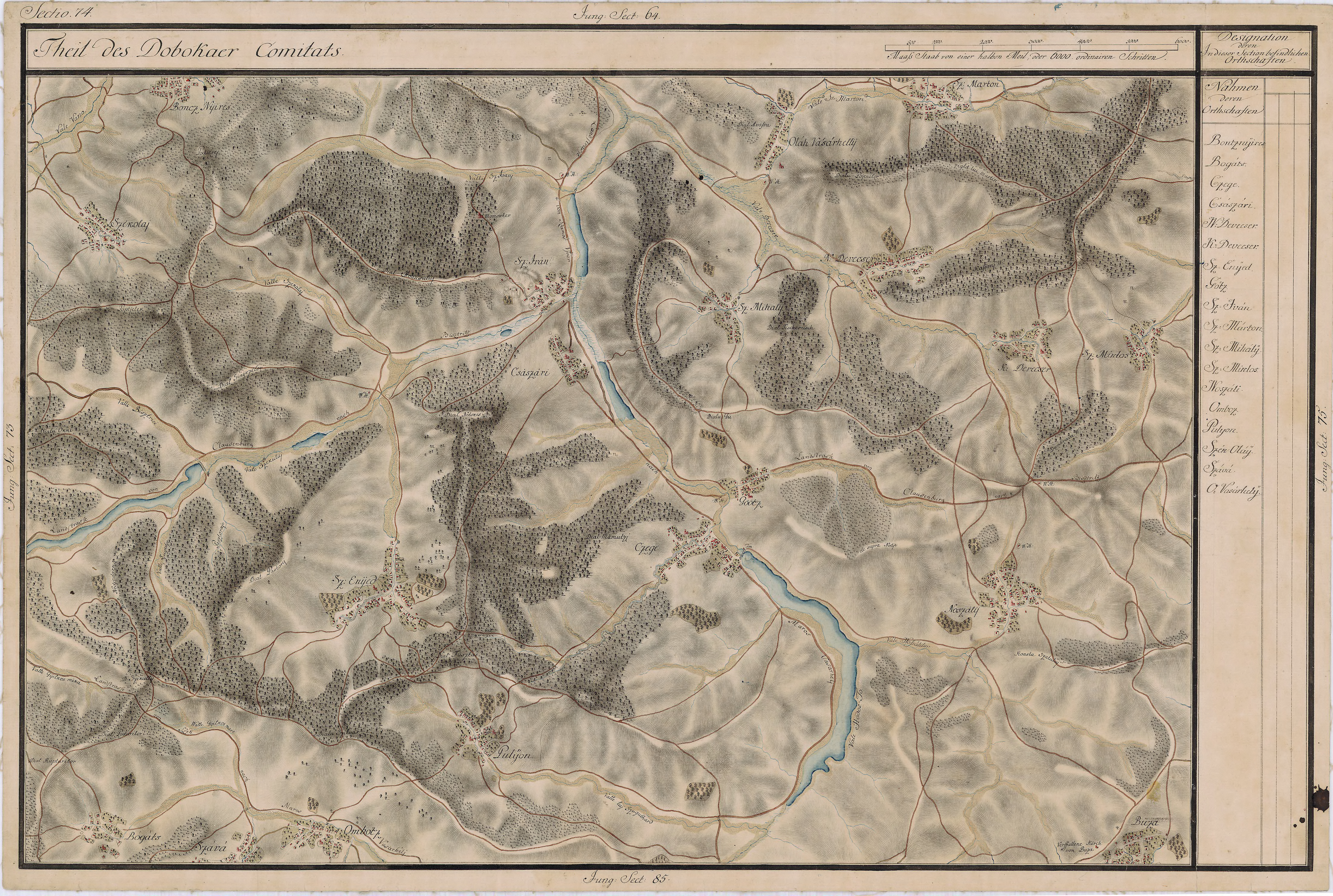
Kisszék egy régi térképen

## Nevezetességek
- Sós-tó
- Kolostor